# Pittosporum praedictum
Pittosporum praedictum är en tvåhjärtbladig växtart som beskrevs av Richard Schodde. Pittosporum praedictum ingår i släktet Pittosporum och familjen Pittosporaceae. Inga underarter finns listade.